# 리네 뢰디크 한센
리네 뢰디크 한센(덴마크어: Line Røddik Hansen, 1988년 1월 31일 ~ )은 덴마크의 여자 축구 선수이다. 포지션은 수비수이며, 현재 덴마크 엘리테디비시오넨의 FC 노르셸란에서 활동하고 있다.

## 클럽 경력
뢰디크 한센은 2007년부터 2009년까지 브뢴뷔 IF 소속으로 활동하면서 브뢴뷔 IF의 엘리테디비시오넨 2회 우승, 덴마크 여자컵 1회 우승에 기여했다. 2008년에는 브뢴뷔 IF 올해의 선수로 선정되는 영예를 안았다.
뢰디크 한센은 2010년부터 2014년까지 스웨덴 다말스벤스칸 소속 여자 축구 클럽인 튀레쇠 FF 소속으로 활동했고 2012 다말스벤스칸 시즌에서 튀레쇠 FF의 극적인 사상 첫 다말스벤스칸 우승에 기여했다. 초반 3시즌 동안에는 레프트 백으로 활동했지만 2013년에 사라 투네브로가 튀레쇠 FF에 합류하면서 센터 백으로 전향하게 된다. 2014년에는 튀레쇠 FF의 2013-14 UEFA 여자 챔피언스리그 결승전 진출에 기여했는데 튀레쇠 FF는 VfL 볼프스부르크에 3-4로 패배하면서 준우승을 차지하게 된다.
2014년에 튀레쇠 FF가 파산으로 인해 다말스벤스칸 시즌에 불참하면서 뢰디크 한센은 소속 팀에서 뛰고 있던 동료 선수들과 마찬가지로 자유 계약 선수가 되었다. 2014년 7월에는 말뫼를 연고로 하는 스웨덴의 여자 축구 클럽인 FC 로셍오르드와 2년 6개월 동안에 걸친 계약을 체결했고 FC 로셍오르드의 다말스벤스칸 2회 우승에 기여했다.
2016년 1월에는 프랑스 디비지옹 1 페미닌 소속 여자 축구 클럽인 올랭피크 리옹으로 이적했고 올랭피크 리옹의 디비지옹 1 페미닌 우승, 쿠프 드 프랑스 페미닌 우승에 기여했다. 올랭피크 리옹은 2015-16 UEFA 여자 챔피언스리그에서 우승을 차지했지만 뢰디크 한센은 출전 자격이 없었기 때문에 경기에 출전할 수가 없었다.
뢰디크 한센은 2016년 7월에 스페인 프리메라 디비시온 페메니나 소속 여자 축구 클럽인 FC 바르셀로나 페메니로 이적한 이후에 팀의 코페 데 라 레이나 2회 우승에 기여했다. 2018년 7월에는 네덜란드 에레디비시 프라우언 소속 여자 축구 클럽인 AFC 아약스 프라우언으로 이적했다.

## 국가대표 경력
뢰디크 한센은 2004년부터 2005년까지 덴마크 여자 U-17 축구 국가대표팀 선수로 활동했으며 2004년부터 2006년까지 덴마크 여자 U-19 축구 국가대표팀 선수로 활동했다. 2006년 2월 15일에 열린 스위스와의 친선 경기에서 후반전에 교체 출전하면서 덴마크 여자 축구 국가대표팀 선수로 데뷔했고 2007년, 2008년 알가르브컵에서 덴마크의 준우승에 기여했다.
뢰디크 한센은 중국에서 개최된 2007년 FIFA 여자 월드컵에 참가한 덴마크 여자 축구 국가대표팀 명단에 이름을 올렸지만 본선에는 기용되지 않았다. 핀란드에서 개최된 UEFA 여자 유로 2009에서는 조별 예선 3경기에 모두 출전했지만 덴마크는 조별 예선에서 탈락하고 만다. 2010년에는 덴마크 축구 협회가 선정한 덴마크 올해의 여자 축구 선수상을 수상했다.
스웨덴에서 개최된 UEFA 여자 유로 2013에서 덴마크의 준결승전 진출에 기여했으며 2015년 9월 17일에 열린 루마니아와의 친선 경기에서 A매치 100경기 출전 기록을 수립했다. 네덜란드에서 개최된 UEFA 여자 유로 2017에서는 덴마크의 준우승에 기여했다.

## 수상

### 클럽
브뢴뷔 IF
- 엘리테디비시오넨 2회 우승 (2007, 2008)
- 덴마크 여자컵 1회 우승 (2007)

튀레쇠 FF
- 다말스벤스칸 1회 우승 (2012)

FC 로셍오르드
- 다말스벤스칸 2회 우승 (2014, 2015)

올랭피크 리옹
- 디비지옹 1 페미닌 1회 우승 (2015-16)
- 쿠프 드 프랑스 페미닌 1회 우승 (2015-16)

FC 바르셀로나 페메니
- 코파 데 라 레이나 2회 우승 (2017, 2018)
- 코파 카탈루냐 페메니나 2회 우승 (2016, 2017)

### 국가대표
- 2007년 알가르브컵 준우승
- 2008년 알가르브컵 준우승
- UEFA 여자 유로 2017 준우승

### 개인
- 2010년 덴마크 올해의 여자 축구 선수 선정